# Николай Якумис
Николай Якумис (на гръцки: Νικόλαος Γιακουμής) е зограф от Македония, творил в XIX век, представител на Мелнишкото художествено средище.

## Биография
Николай е роден в Мелник в XVIII век. Негов син и вероятно ученик е зографът Яков Николау.
Името на Николай Якумис е в списъка на абонатите на книгата на мелничанина Димитриос Калавакидис, „Проучване за Великден“ (Μελέτη εις το Άγιον Πάσχα), издадена в Цариград в 1836 година. Книгата е написана по време на престоя на автора в Кушнишкия манастир в 1832 година. Зографът е отбелязан като „Якумис Н. Зограф Ламбадарий“ (Γιακουμής Ν. Ζωγράφος Λαμπαδάριος). Титлата ламбадарий означава, че е част от служителите на Мелнишката митрополия в 1832 - 1836 година при митрополит Григорий III (1830 - 1837). Името на зографа е включено и в списъка на абонатите на следващата творба на Калавакидис, озаглавена „Гръцка практическа граматика“ (Ελληνική Πρακτική Γραμματική), издадена в Мелник в 1839 година, за която на 3 януари 1837 година е издадена покана за предварителен абонамент. Името в списъка е „Якумис Зограф“ (Γιακουμής ζωγράφος), без ламбадарий, което не означава непременно, че е освободен от тази служба. И двата абонамента говорят за филантропията на художника и за добрите отношения с митрополията и Мелнишката гръцка община.
От Николай Якумис няма запазени подписани икони. На него се приписва една икона „Христос Вседържител“, подписана от зограф Николай и датирана 1823 година, от църквата „Свети Николай“ в Мелник.